# Mesopolobus heterotomus
Mesopolobus heterotomus är en stekelart som först beskrevs av Thomson 1878.  Mesopolobus heterotomus ingår i släktet Mesopolobus och familjen puppglanssteklar. Arten är reproducerande i Sverige. Inga underarter finns listade i Catalogue of Life.